# Герта Регіна Ленг
Герта Регіна Ленг (24 лютого 1903 — 17 липня 1997) — вчена-фізик і педагог.
Народилася 24 лютого 1903 року у Відні, Австрія в родині Артура Ленга та Паули Ленг. Мала брата Леопольда Ігнаца Ленга. Втекла з Австрії в 1939 р. і врешті емігрувала до США в 1940 р. Пмерла 17 липня 1997 року в місті Трой, штат Нью-Йорк.

## Пердью та RPI
Доктор Карл Ларк-Горовіц, професор фізики в Університеті Пердью, був зацікавлений у розробці циклотрону та застосуванні фізичних методів для вирішення біологічних проблем, і намагався розробити методи, які використовували б радіоактивні індикатори, вироблені з циклотрону. За сприяння Ленг та Дональда Тендама для розробки цих методів використовувались радіоактивні індикатори. Основні дослідження стосувались натрію та калію в організмі людини та їх засвоєння, розподілу та виведення; розподіл натрію та калію в клітинах крові людини; аналіз кишковорозчинних покривів на лікарські засоби. Ленг була нагороджена стипендією Американської асоціації жінок з вищою освітою за роботу в Пердью. Стипендія дозволила їй проводити новаторські дослідження радіоактивних слідових матеріалів.
У 1943 році Ленг переїхала до Нью-Йорка, щоб працювати на факультеті фізики в Політехнічному інституті Ренсселера , а в 1966 році отримала посаду першої жінки-професора в тому закладі.

## Нагороди та відзнаки
- Серія меморіальних лекцій Герти Ленг, Політехнічний інститут Ренсселера

Щороку Політехнічний інститут Ренсселера вшановує Ленг серією пам'ятних лекцій Герти Ленг.

## Вибрані публікації
- Адсорбція Глязерна та фільтрування речовин на основі методу радіоактивних індікаторів.[7] (Адсорбційні експерименти на окулярах та фільтруючих речовинах за методом радіоактивних показників.)
- Радіоактивні показники, кишковорозчинні покриття та кишкова абсорбція.[3]
- Новий метод випробування кишкових покриттів.[4]
- Про існування одиничних магнітних полюсів .[8]
- Жінка-піонер в ядерній науці.[9]